# Casnate con Bernate
Casnate con Bernate là một đô thị ở tỉnh Como trong vùng Lombardia, có cự ly khoảng 30 km về phía bắc của Milano và khoảng 5 km về phía nam của Como. Vào 1 tháng 1 2007, đô thị này có dân số 4.681 người và diện tích là 5,3 km².

Đô thị này bao gồm Casnate và Bernate, hai đơn vị từng là các đô thị riêng cho đến khi được sáp nhập với nhau năm 1937.
Casnate con Bernate giáp các đô thị: Como, Cucciago, Fino Mornasco, Grandate, Luisago, Senna Comasco.